# Cinnyris oustaleti
Cinnyris oustaleti là một loài chim trong họ Nectariniidae.